# Matrimonio en la Antigua Roma

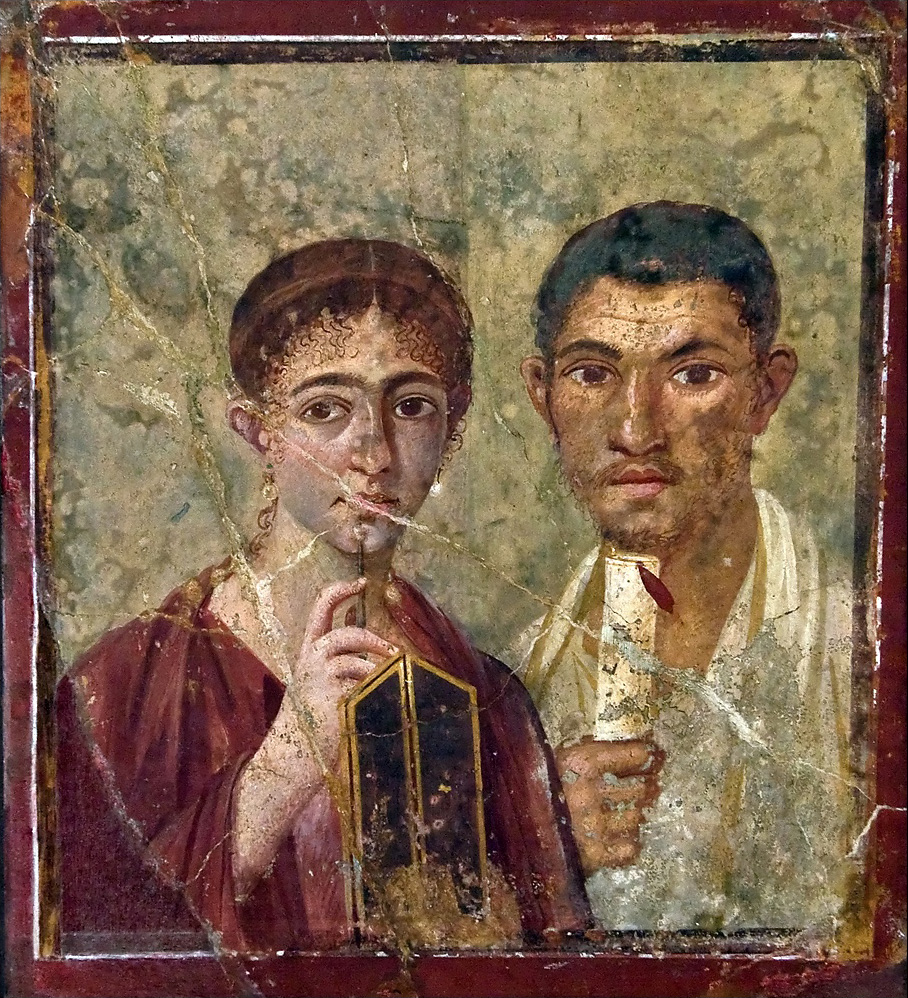
Paquio Próculo y su esposa. Acuarela de Pompeya del siglo I. Actualmente se exhibe en el Museo de Capodimonte, Nápoles.

El matrimonio en la Antigua Roma era una de las principales instituciones de la sociedad y tenía como principal objetivo generar hijos legítimos que heredasen la propiedad y la situación de sus padres.
Entre los patricios también servía para sellar alianzas políticas o económicas. Un ejemplo era el de Julia, hija de Julio César y Cornelia, quien inicialmente se había comprometido con Marco Junio Bruto y que terminó casándose con Pompeyo debido al deseo de su padre de establecer una alianza con este, lo que condujo al Primer Triunvirato. Otro ejemplo fue el tratado de Tarento, el cual dio lugar al matrimonio entre Octavia la Menor y Marco Antonio.
En principio, no era necesario un acto jurídico o religioso para que el matrimonio fuera reconocido como tal, bastando la convivencia entre un hombre y una mujer. La estructura del matrimonio se desarrolló en la época de la República, pero fue modificada durante el Imperio.
Varios ritos del matrimonio en la Antigua Roma fueron heredados por el mundo occidental contemporáneo, como la existencia de un anillo de compromiso, el consentimiento de los padres, el uso de velo por parte de la novia, la unión de las manos de los contrayentes o el acto del beso con la novia después de que quien dirigía la boda le pusiera término a la ceremonia, lo que demuestra la de esta civilización.

## Perspectiva histórica

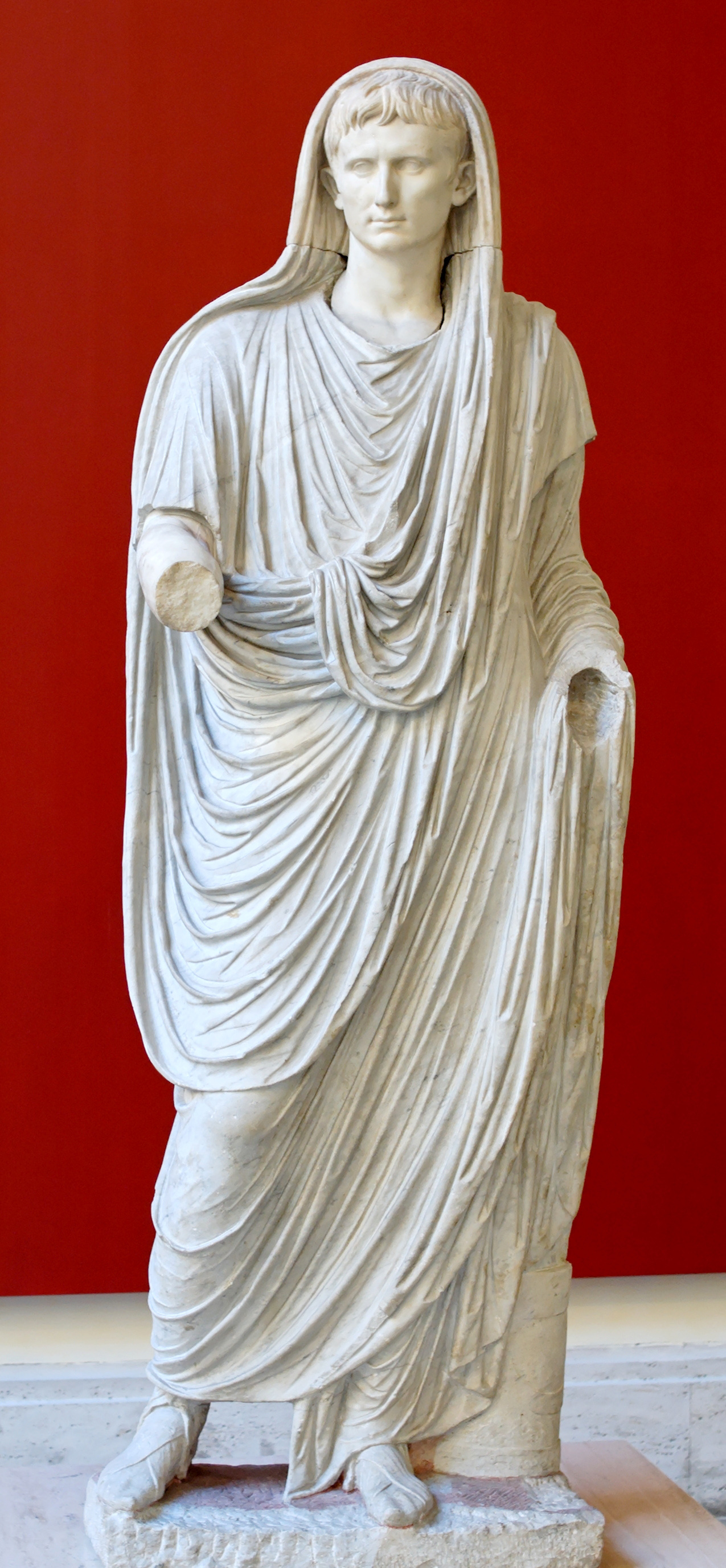
Estatua de Augusto con la toga del pontifex maximus, la más alta magistratura religiosa de la Antigua Roma. Museo Nacional Romano, Roma.

En principio, no era necesario un acto jurídico o religioso para que el matrimonio fuera reconocido socialmente en la Antigua Roma, bastaba la convivencia entre un hombre y una mujer para que estos fueran considerados casados. La estructura jurídica del matrimonio se desarrolló en la época de la República, pero fue modificada durante el Imperio.
Hasta el 445 a. C., los únicos que tenían derecho a contraer matrimonio eran los patricios. En ese mismo año, a través de la lex Canuleia, el matrimonio les fue permitido a todos los ciudadanos, así como la unión entre los patricios y los plebeyos.
En la época de Augusto, primer emperador romano, la legislación relativa al matrimonio sufrió cambios. En ese momento había en Roma un declive demográfico que sintieron particularmente las grupos aristocráticos. Por un lado, se debió a que la fecundidad de las parejas había descendido, hecho causado por la presencia de plomo en las tuberías de los acueductos que llevaban el agua potable y porque las mujeres usaban maquillaje, que también contenía dicho elemento químico. Además, las parejas evitaron procrear más de dos hijos para evitarles el perjuicio de la devaluación social que les causaría el reparto de los bienes, dado que la posición social dependía de la riqueza personal. Por otro lado, muchas patricias optaban por no casarse, puesto que preferían seguir bajo la potestad de un padre o un hermano, que podían ser relativamente flexibles, antes de someterse a la voluntad de un marido. Para fomentar el matrimonio, Augusto promulgó dos leyes, la lex Iulia de maritandis ordinibus (18 a. C.) y la lex Papia Poppaea (9 a. C.). Estas leyes determinaron que todos los hombres con una edad comprendida entre los veinticinco y los sesenta años y todas las mujeres entre los veinte y los cincuenta años pertenecientes al Senado y al orden ecuestre (que constituían la clase dirigente del Estado romano) tendrían que casarse obligatoriamente, siendo penalizados en caso de no hacerlo. La penalización consistía en impedir que recibiesen legados o herencias de personas ajenas a su familia. También se estableció el ius trium liberorum a través de la cual los padres con tres o más hijos legítimos gozaban de determinados privilegios, como la reducción de la edad mínima para el acceso a las magistraturas. Para las mujeres, la concesión del ius trium liberorum permitía la gestión propia de sus bienes (sin la interferencia del marido o del padre), pudiendo legalmente heredar y legar. Las medidas tuvieron poco efecto y el propio ius trium liberorum fue muchas veces atribuido como recompensa para los hombres que no querían tener hijos, como ocurrió en los casos de Marcial, Plinio el Viejo, Plinio el Joven o Suetonio.

## Requisitos

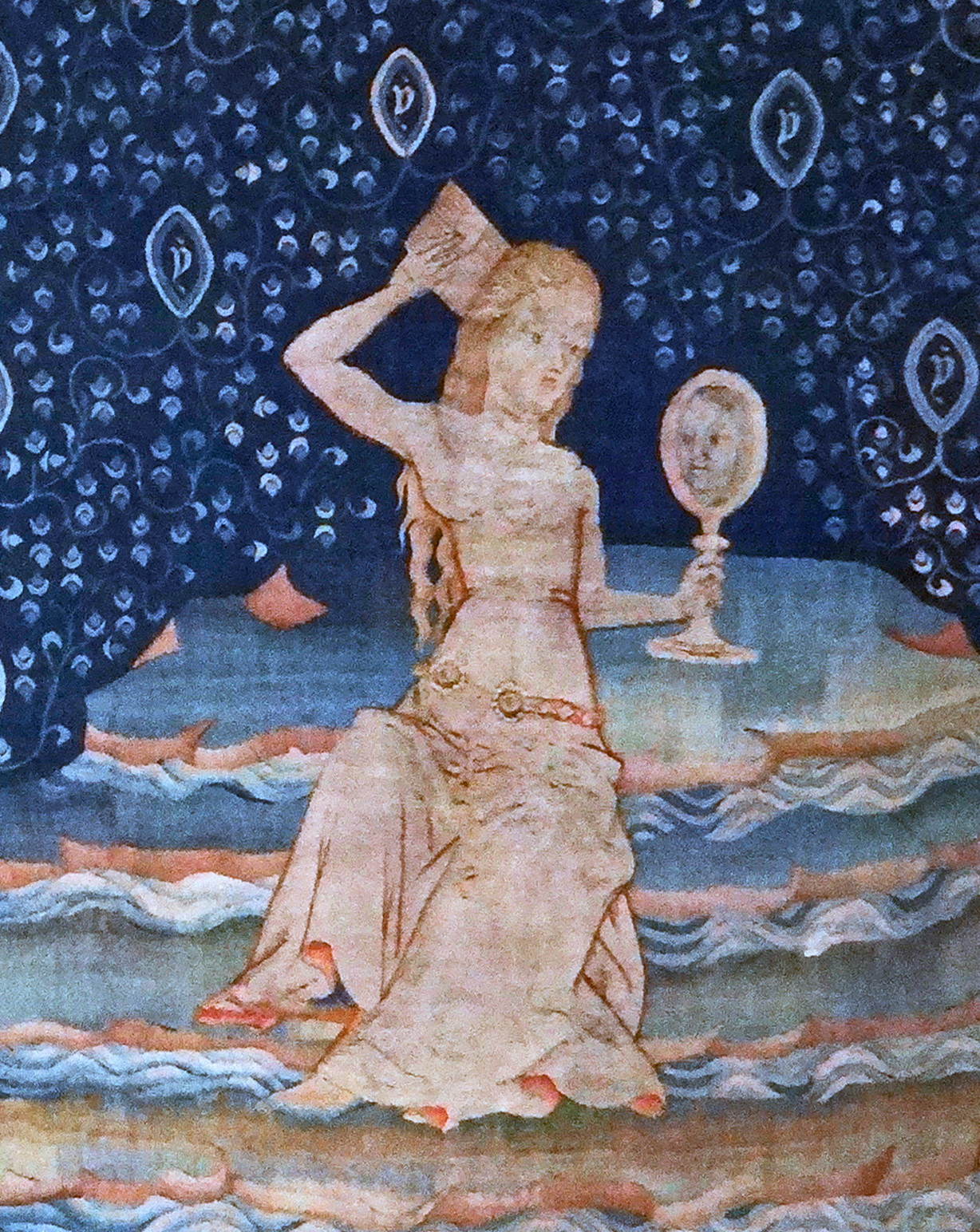
Representación de la prostitución. Tapiz del Apocalipsis de Angers.

Para que un matrimonio fuera válido en la Antigua Roma (en latín, iustae nuptiae), era necesario que se respetaran los siguientes requisitos: edad mínima de catorce años para los hombres y doce años para las mujeres, capacidad jurídica y consentimiento de los respectivos pater familia.

### Connubium
La capacidad jurídica matrimonial recibía el nombre de connubium y de ella gozaban únicamente los ciudadanos romanos. Los extranjeros, los esclavos, los actores y los que se dedicaban a la prostitución tenían prohibido contraer matrimonio, aunque el connubium podía concederse en casos excepcionales. 
No era lícito el connubium entre padre e hija, madre e hijo, incluso si el hijo o hija era adoptado, ni entre hermanos, incluso si solamente eran medio hermanos. Tampoco estaba permitido el matrimonio de un hombre con la hija de su hermano, prohibición que fue modificada por el Senado Romano para permitir el matrimonio del emperador Claudio con su sobrina Agripina la Menor en el año 49 a. C., exponiéndole las razones al estado romano.

### Edad legal
La edad mínima que debían tener las personas para casarse estaba relacionada con la pubertad (pubertas). Se entiende por ella la edad en la cual las facultades físicas de ambos cónyuges estén suficientemente desarrolladas como para que les permita realizar el fin del matromonio; esto es, la proceación de hijos. La pubertad se fija en los 12 años para la mujer y 14 para el varón. En el hombre, el hecho de llegar a la pubertad constituía todo un acontecimiento familiar y era un acto social de gran importancia, que acarreaba consigo la celebración de una serie de ceremonias en la época del año en que se realizaban las fiestas en honor del dios Baco, permitiéndole por primera vez vestirse con la toga viril. 
Casarse cuando aún no se había completado el proceso del desarrollo físico implicó para muchas jóvenes romanas la muerte prematura durante el parto así como otras complicaciones asociadas. Las mujeres menos acomodadas se casaban a una edad más madura ya que para ellas no era tan fácil obtener la dote. Los padres podían realizar una promesa matrimonial para sus hijos cuando estos ya tenían siete años de edad.

### Consentimiento
El consentimiento requerido para contraer matrimonio era el de los contrayentes y el de sus paterfamilias.
Las personas que van a contraer matrimonio deben expresar libremente su consentimiento para llegar a realizarlo. En una primera época, y como es lógico suponer, este consentimiento era secundario, ya que la autoridad paterna era absoluta; inclusive se podía obligar al hijo a contraer matrimonio. Pero posteriormente y ya en la época imperial, este fue un requisito indispensable con independencia de  la voluntad paterna. La persona que se casa siendo sui juris, no tiene necesidad del consentimiento de nadie. No ocurre así con los hijos bajo autoridad paternal, los cuales deben contar con el consentimiento del paterfamilias. Este consentimiento de los padres no estaba fundado en el interés de los futuros cónyuges, sino única y exclusivamente en la autoridad familiar. 

## Noviazgo
La celebración del noviazgo de los contrayentes se realizaba en una ceremonia (sponsalia) en la que se reunían ambas familias. El novio ofrecía regalos a la novia, entre ellos un anillo de hierro, cambiado más tarde por uno de oro, el cual era colocado en el dedo anular de la mano izquierda debido a que en la antigüedad se creía que este dedo se comunicaba con el corazón a través de un nervio. También se firmaba el contrato nupcial en el que se establecía el monto de la dote (dos). Realizados estos trámites, se celebraba un banquete. El matrimonio se celebraba en un período comprendido entre algunos meses y dos años después del noviazgo.

## Tipos de matrimonio
Existían dos formas jurídicas para contraer matrimonio: el cum manu, o también llamado in manum,  y el sine manu.
A través del matrimonio cum manu, la mujer romana pasaba de la autoridad de su padre a la del marido. Se trataba de una forma patrilineal y patrifocal de matrimonio. Quedaban por tanto bajo la potestad de sus maridos, aunque en menor medida que su progenie, quienes quedaban bajo la patria potestas.
El matrimonio cum manu cayó en desuso, incluso antes del final de la República, lo que dio lugar a una nueva forma, el sine manu, bajo lo cual la mujer permanecía bajo la tutela de su padre, quien decidía la persona que sería tutor en caso de que el padre muriera, disponía de sus bienes y recibía sus herencias; en caso de producirse el divorcio, la dote no sería solo para el marido. El matrimonio cum manu se manifestaba en tres formas: el confarreatio, el coemptio y el usus.

### Cum manu

#### Confarreatio

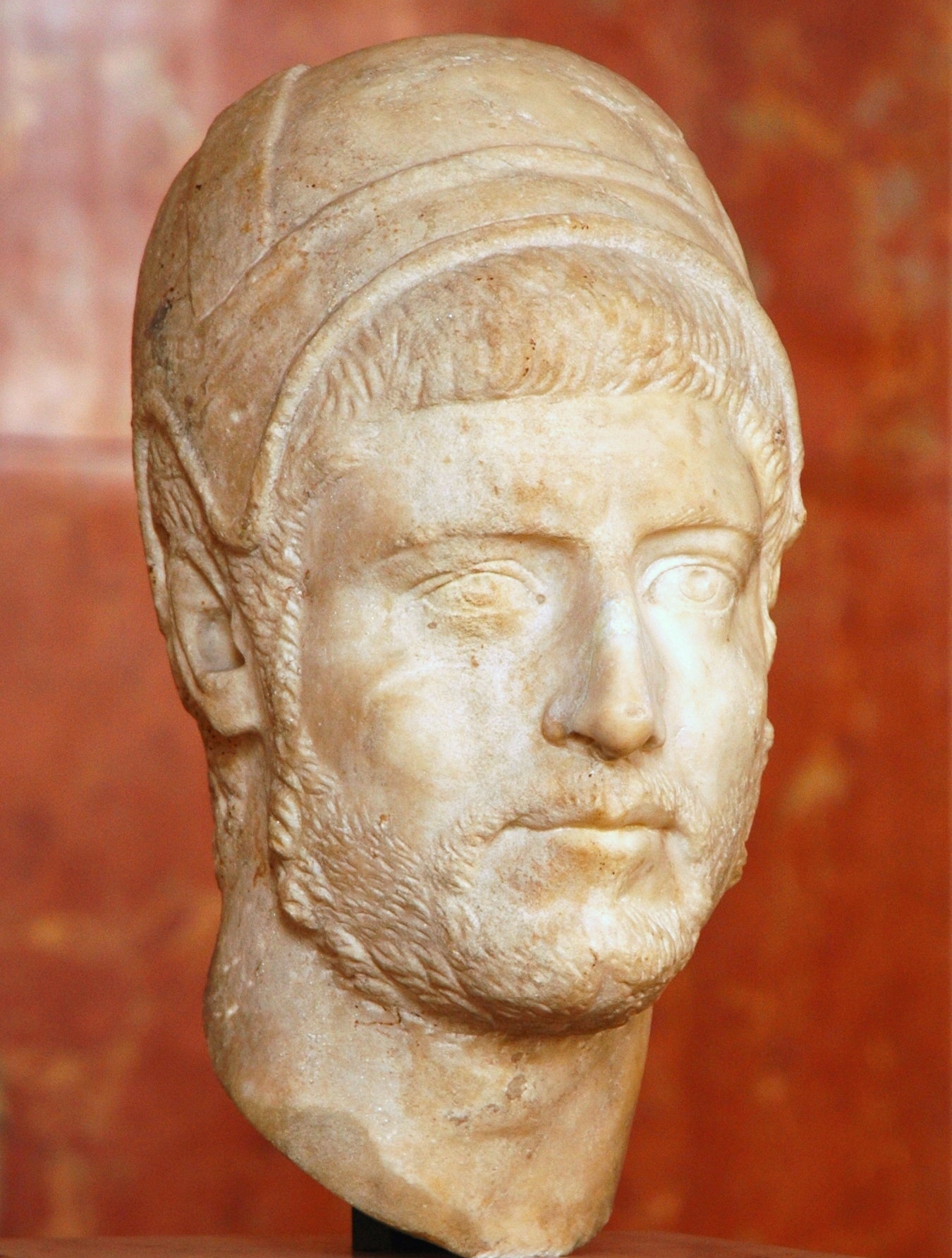
Busto de un sacerdote flamen

La confarreatio era la más antigua y solemne forma de matrimonio en la Roma Antigua, siendo practicada por los patricios durante esos tiempos. Era práctica obligatoria entre los Rex sacrorum, los Flamen Dialis, los Flamen Martialis y los Flamen Quirinalis, además solo podían casarse de esta forma, estos sacerdotes tenían que ser hijos de las parejas casadas en un confarreatio.
La confarreatio también era la única forma de matrimonio en la que los sacerdotes podían estar presentes, y eran los Flamen, en representación de Júpiter, y al igual los Pontifices Maximi. La ceremonia se celebraba en presencia de diez testigos, ya que los novios estaban con la cabeza cubierta uno al lado del otro en bancos cubiertos con piel de oveja ofrecida en un sacrificio. Después continuaba con un acto solemne en el que el novio daba una vuelta a la derecha del altar, tomaba un poco de sal y una bola de espelta, el panis farreus, lo que daba lugar al nombre confarreatio, con lo cual juraba amar a su esposa, quedando ambos elementos depositados en las manos de los contrayentes.
Octavio y Livia decidieron casarse en esta forma de matrimonio.

#### Coemptio
La coemptio sí fue una restauración simbólica de los tiempos remotos en los que los hombres compraban a las mujeres para poder casarse. Requería únicamente cinco testigos, ante los cuales el novio pagaba al padre de la novia una moneda de plata y una de bronce, lo que colocaba al hombre en un equilibrio seguro, el libripens.

#### Usus
El matrimonio por usum o usus era una de las tres formas de matrimonio, junto a la confarreatio y la coemptio admitidas en el Derecho Romano para la celebración del matrimonio. Para poder llevar a cabo esta forma de matrimonio la novia debía haber estado un año con su novio. Para disolver el matrimonio era necesario que la novia durmiera durante tres noches seguidas fuera de su casa, conocido como trinoctio.

## Ritos

### Elección de la fecha
Debido a su importancia en la vida de los hombres y las mujeres, el matrimonio debía realizarse en fechas consideradas como favorables. El período considerado como el más adecuado era la segunda mitad del mes de junio, porque estaba relacionado con el solsticio de verano, momento del apogeo del mundo natural.
Era desaconsejado casarse entre los días 13 y 21 de febrero, días del festival de Parentalia, entre el 1 y el 15 de marzo, días fijos de cada mes, Kalendae, Nonae y Idus, y los días en los que se abría la «puerta del mundo», una fosa del Circo Máximo en el que se creía que se podía comunicar con el mundo de los muertos, es decir, 24 de agosto, 5 de octubre y el 8 de noviembre. Casarse en el mes de mayo estaba desaconsejado, ya que era el mes en que se festejaba los Lemuralia, la fiesta de los muertos, durante el cual se rezaba por aquellos que habían muerto hacía poco tiempo.
Aunque no estaba prohibido, no era aconsejable casarse en los días festivos romanos, porque los invitados optarían por participar en estos eventos y no en la ceremonia. Las viudas a menudo elegían casarse en estos días, ya que el acto de su matrimonio no llamaría tanto la atención.

### Ceremonia

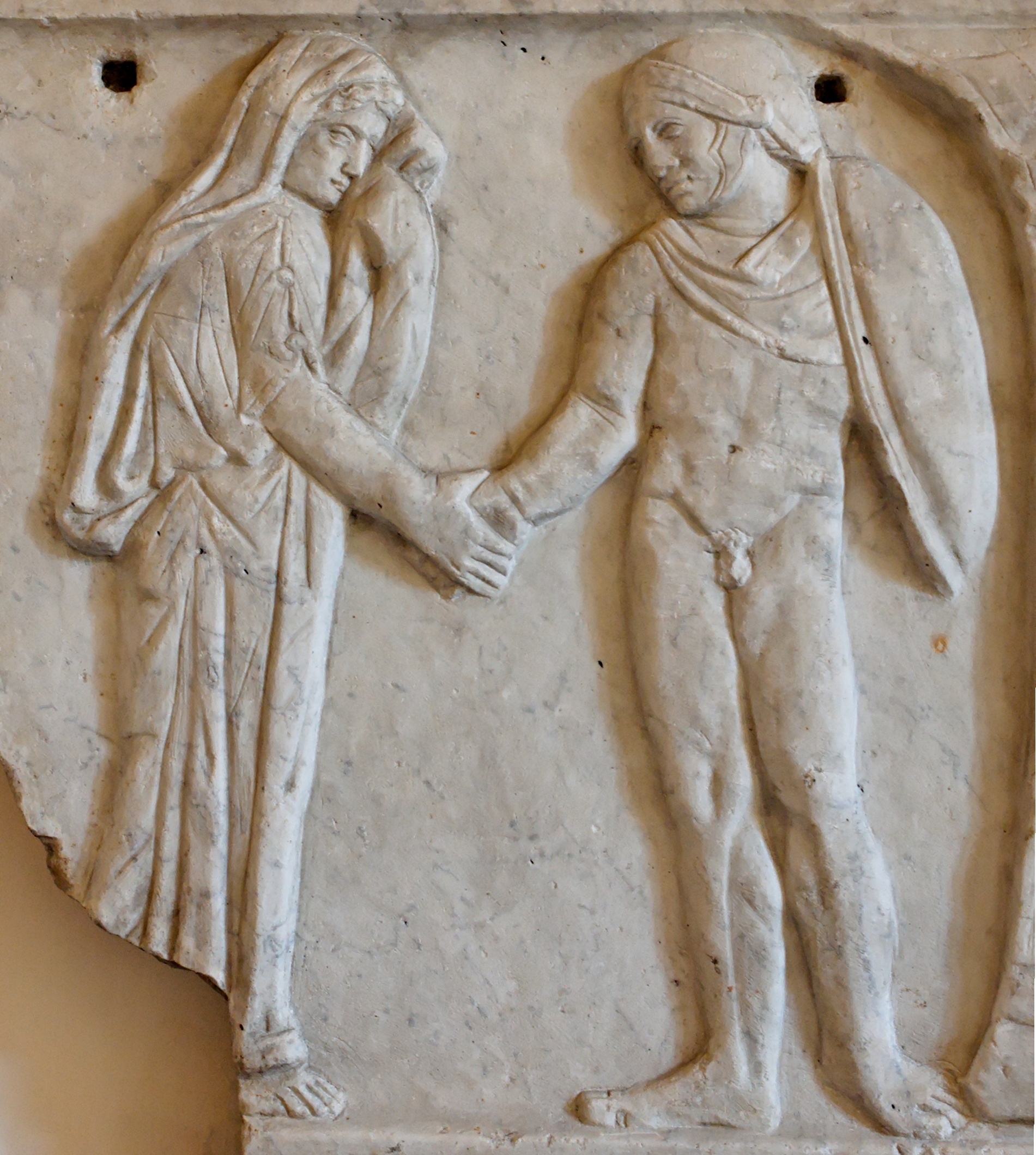
Jasón y Medea juntan sus manos (dextrarum junctio). Portada de un sarcófago romano.

En vísperas del día de la boda, la novia dedicaba los juguetes de su infancia a Lares, así como su bulla, el collar que le fue colocado en su octavo día de vida para protegerla del mal de ojo. Se abandonó el uso de la toga praetexta, una toga con un borde púrpura, y se decidió por colocarse la túnica recta, la «túnica correcta», que era blanca, tiesa como un pergamino y cubría hasta los pies. En la cintura se colocaba un cingulum, un cinturón atado con un nudo especial para esa ocasión, el nodus herculeus, en alusión a Hércules, que según la leyenda había tenido más de setenta niños, el cual debía ser desatado por el esposo la noche de bodas. Su cabello estaba dividido en seis trenzas (sex crines) en forma de la punta de una lanza, siendo estas trenzas atadas con cinta de lana. La cabeza estaba cubierta con un velo anaranjado, el flammeum. El simbolismo de este acto era el más importante de la ceremonia, y se le denominaba nubere, literalmente, «colocar el velo». Encima del velo se colocaba una corona de mejorana y de verbena, que en la época imperial pasó a ser una corona de hojas de naranjo[cita requerida]. Los zapatos de la novia eran del mismo color que el del velo.
Al día siguiente, la casa de la novia era decorada, prestando especial atención a las puertas y a las ventanas, con ramas de árboles provistas de hojas y flores.

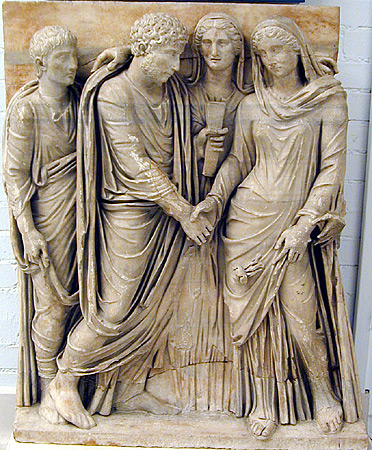
Matrimonio entre dos ciudadanos romanos. Mural de un sarcófago en el Museo de Capodimonte.

La novia era asesorada por la pronuba, una matrona casada una única vez y que aún seguía viviendo con su marido, con lo que se simbolizaba a «la esposa ideal». Ella juntaba las manos de los novios (dextrarum iunctio), acto seguido por una declaración por parte de la novia: ubi tu Gaius, ego Gaia, pero ciertos autores argumentan que esta frase era expresada cuando la mujer llegaba a su nuevo hogar. Cumplidos estos ritos, se celebraba la cena nuptialis en la casa de la novia. En el banquete participaban los familiares y las amistades, prolongándose el evento hasta el atardecer. Luego se producía el deductio, una simulación del secuestro de la novia por parte del novio: esta se refugiaba en los brazos de su madre, mientras el novio fingía que se la quitaba, acompañando el acto con lamentos y lágrimas fingidas. El deductio hacía alusión al rapto de las sabinas, en el que Rómulo y sus compañeros tomaron a sus esposas, recurriendo a la fuerza bruta.
Luego se daba inicio al cortejo, en el cual se encendían unas antorchas que trazaban el recorrido que conducía a la esposa a la residencia de su marido. La joven era acompañada por tres niños, que tenían a sus padres aún con vida (patrimi e matrimi). Dos niños iban tomados de la mano al lado de la novia, mientras que el tercero iba delante con una antorcha de espino, que había sido encendida anteriormente en la casa de la esposa. Se consideraba que los restos de esta antorcha tenían la capacidad de otorgar longevidad, por eso eran distribuidos entre los participantes. Los niños o la novia cargaban una rueca y un huso, símbolos de la vida doméstica, la principal actividad esperada de una mujer casada era encargarse de la ropa de su familia, principalmente lavándola.
Las personas que venían acompañando el certamen, gritaban «Talasa», nombre de una deidad protectora del matrimonio, y recitaban versos, algunos de carácter «picante». También arrojaban nueces a los niños que las recogían y se las comían. 
El novio, que se ha adelantado durante el desfile para llegar a su casa, recibe a su novia, quien le ofrece fuego y agua. Con aceite de oliva y la grasa animal se realizaba un ritual que consistía en untarlo en las puertas de la casa. Luego la novia era conducida dentro de la habitación por los compañeros o por su marido, para que nadie tropezara al entrar a la nueva casa, lo que era interpretado como un signo negativo. La pronuba la conducía a la cama de matrimonio, donde se daba por terminada la unión. El novio podía entrar, aunque fuera por continuar con el cortejo. Antes de realizar el pronuba se realizaba un sacrificio.
Al día siguiente, la esposa, se vestía con una stola de las matronas, una especie de vestido-capa, se realizaba una ofrenda a Lares y a Penates. Ese mismo día se celebraba un nuevo banquete (spotia) reservado para los familiares de los recién casados.

## Adulterio

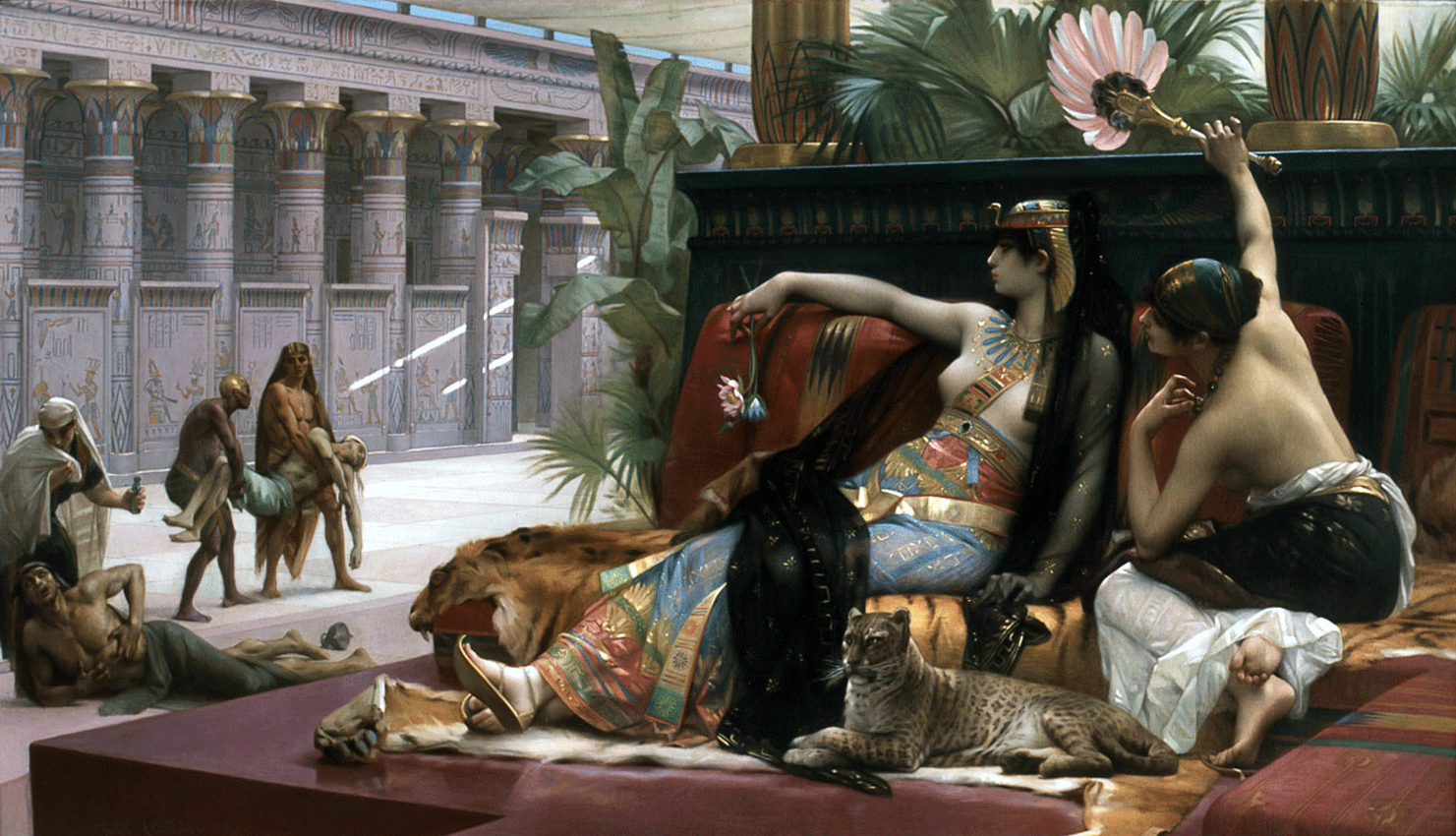
Cleopatra ejerció una profunda fascinación sobre César. Cuadro Cleopatra ensaya venenos en condenados a muerte de Alexandre Cabanel. Según el historiador latino Suetonio, César sedujo a numerosas mujeres a lo largo de su vida y sobre todo a aquellas pertenecientes a la alta sociedad romana. Según el autor, César habría seducido a Postumia, esposa de Servio Sulpicio Rufo, Lollia, esposa de Aulo Gabinio y Tertulla, esposa de Marco Licinio Craso. También parece haber frecuentado a Mucia, esposa de Pompeyo..
Asimismo, César mantuvo relaciones con Servilia, madre de Bruto, a la que parecía apreciar especialmente. Así, Suetonio refiere los distintos regalos y beneficios que ofreció a su amada, de los cuales destaca una magnífica perla con un valor de seis millones de sestercios. El amor de Servilia hacia César era conocido públicamente en Roma.

El adulterio (adulterium) ocurría cuando un hombre, casado o soltero, mantenía relaciones sexuales con una mujer casada. Las relaciones con prostitutas o esclavas no eran consideradas como adulterio.
El adulterio fue también una de las preocupaciones del emperador Augusto, que en el año 17 a. C., a través de la Lex Iulia de adulteriis coercendis, procuró sancionar severamente a quienes realizaran esto. El adulterio pasó a ser un crimen público, que hasta entonces se resolvía en familia. El marido era obligado a pedir el divorcio, porque de lo contrario sería acusado de violación y proxenetismo, disponiendo de 60 días para presentar una queja en contra de la esposa adúltera. Cualquier ciudadano podía presentar pruebas del adulterio dentro de un período de cuatro meses. En caso de que ninguna persona denunciara algo durante ese período, la mujer no podría ser juzgada.
En términos de ley, el marido podía matar al amante de la esposa en caso de sorprenderlos en «flagrante delito» y si era miembro de sociedad baja esta acción era considerada decente, o sea, si era un esclavo, un gladiador, un actor, un bailarín o un prostituto. El marido podría ser arrestado durante veinte horas, con el objetivo de poder llamar a testigos. El padre de la adúltera podía matar a la hija y al amante en caso de que lo encontrara haciendo el «acto» en su casa o en la casa de su yerno, ya que se consideraba que era de mala educación el que el amante entrara en una de estas casas. Sin embargo, si mataba al amante, podía ser acusado de homicidio.
Las sanciones para una mujer culpable de adulterio eran la confiscación de la mitad de su dote y de la tercera parte de sus bienes y el exilio en alguna isla desierta, como a la isla de Pandataria (actual Ventotene). También era obligada a usar un vestido y no podía volver a casarse, asumiendo la condición de Probosa o infame, y se le colocaba en el mismo estatus que las prostitutas. En el caso del hombre, se le confiscaba la mitad de sus bienes y el exilio en alguna isla y, obviamente, no sería la misma isla hacia donde había sido enviada la mujer que había practicado el adulterio; también podía ser condenado a trabajos forzados en las minas.
Augusto aplicó las disposiciones de esta ley sobre su propia familia, particularmente sobre su hija y su nieta, ambas llamadas Julia. Denunció a los muchos amantes de la primera a través de una carta que dirigió al Senado Romano, lo cual generó un escándalo en todo el Imperio, y mandó a matar a uno de ellos, Julio Antonio, hijo de Marco Antonio, haciendo que su hija fuera desterrada a la isla de Pandataria. En cuanto a su nieta, también fue enviada a una isla inhóspita por la práctica de adulterio.

## Divorcio y viudez

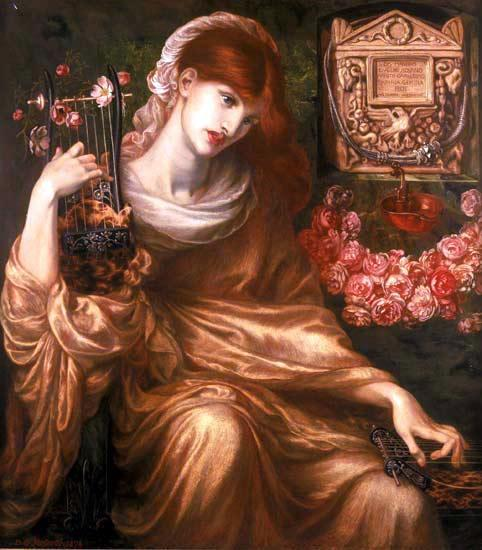
Pintura de Dante Gabriel Rossetti, La romana viuda, inicialmente titulado «Dis Manibus». Según Sally-Anne Huxtable, la mujer de la pintura era una de medio cuerpo conteniendo los restos de su esposo en la caja a su lado vistiendo también de un vestido blanco, el color típico del luto de aquella época. La mujer que está pintada en esta obra era Alexa Wilding.

Inicialmente, solo el hombre podía solicitar el divorcio y únicamente en casos muy específicos como el adulterio o la infertilidad de su esposa. La tradición romana considera que el primer divorcio que se produjo fue en el 230 a. C. cuando Spurius Carvilius Ruga se divorció de su esposa, motivado porque era estéril. Las mujeres solo obtuvieron el derecho para pedir el divorcio a finales de la República. En la Época imperial el divorcio se volvió una práctica común y la religión romana no se opuso nunca al divorcio.
Para que el divorcio fuera efectivo bastaba con que uno de los cónyuges declarara ante testigos las palabras tuas res tibi habeto («consigue lo que es tuyo») o i foras («vete de mi casa»). Estas palabras también podrían ser escritas en una carta que podía ser entregada al cónyuge por una persona soltera. Los hijos de la unión se quedaban con el padre y con la familia de este.
A los viudos les era permitido casarse de inmediato mientras que las mujeres tenían que esperar diez meses, alargándose este período en la época de Augusto a doce meses.

## Concubinatusycontubernium

### Concubinatus
El concubinatus era la unión entre dos personas libres a quienes les era impedido casarse, como por ejemplo, el gobernador de una provincia y una mujer de otra región, la imposibilidad de casarse, en este caso, derivaba el hecho de que el matrimonio en la Roma Antigua no estaba permitido entre extranjeros. Los requisitos eran la edad legal y el consentimiento, y no era necesaria una dote. Los hijos de estas uniones no estaban sujetos a la autoridad del padre y se quedaban con la nomenclatura de la madre.
Era también común entre los soldados ya que hasta el año 197 no podían casarse antes de los veinticinco años de servicio por los cuales recibirían, quienes no la tenían, como recompensa la ciudadanía romana.

### Contubernium
El contubernium era la unión, sin ningún tipo de reconocimiento legal, entre dos personas con la condición de esclavos o entre un esclavo y una persona libre que vivían juntos como marido y mujer (contubernales). El consentimiento para la unión tenía que ser concedido por un amo, quien en cualquier momento podría disolverla.